# David di Donatello per il miglior attore protagonista
De David di Donatello per il miglior attore protagonista (David van Donatello-prijs voor beste acteur) is een Italiaanse filmprijs die sinds 1956 jaarlijks wordt uitgereikt door de nationale filmacademie Accademia del Cinema Italiano.

## Winnaars

### Jaren 1956-1959
| Jaar | Acteur           | Film             |
| ---- | ---------------- | ---------------- |
| 1956 | Vittorio De Sica | Pane, amore e... |
| 1957 | niet toegekend   |                  |
| 1958 | niet toegekend   |                  |
| 1959 | niet toegekend   |                  |

### Jaren 1960-1969
| Jaar | Acteur                          | Film                    |
| ---- | ------------------------------- | ----------------------- |
| 1960 | Vittorio Gassman (ex aequo)     | La grande guerra        |
| 1960 | Alberto Sordi (ex aequo)        | La grande guerra        |
| 1961 | Alberto Sordi                   | Tutti a casa            |
| 1962 | Raf Vallone                     | Uno sguardo dal ponte   |
| 1963 | Vittorio Gassman                | Il sorpasso             |
| 1964 | Marcello Mastroianni            | Ieri, oggi, domani      |
| 1965 | Vittorio Gassman (ex aequo)     | La congiuntura          |
| 1965 | Marcello Mastroianni (ex aequo) | Matrimonio all'italiana |
| 1966 | Alberto Sordi                   | Fumo di Londra          |
| 1967 | Vittorio Gassman (ex aequo)     | Il tigre                |
| 1967 | Ugo Tognazzi (ex aequo)         | L'immorale              |
| 1968 | Franco Nero                     | Il giorno della civetta |
| 1969 | Alberto Sordi (ex aequo)        | Il medico della mutua   |
| 1969 | Nino Manfredi (ex aequo)        | Vedo nudo               |

### Jaren 1970-1979
| Jaar | Acteur                        | Film                                                  |
| ---- | ----------------------------- | ----------------------------------------------------- |
| 1970 | Gian Maria Volonté (ex aequo) | Indagine su un cittadino al di sopra di ogni sospetto |
| 1970 | Nino Manfredi (ex aequo)      | Nell'anno del Signore                                 |
| 1971 | Ugo Tognazzi                  | La Califfa                                            |
| 1972 | Giancarlo Giannini (ex aequo) | Mimi metallurgico ferito nell'onore                   |
| 1972 | Alberto Sordi (ex aequo)      | Detenuto in attesa di giudizio                        |
| 1973 | Alberto Sordi                 | Lo scopone scientifico                                |
| 1974 | Nino Manfredi                 | Pane e cioccolata                                     |
| 1975 | Vittorio Gassman              | Profumo di donna                                      |
| 1976 | Ugo Tognazzi (ex aequo)       | Amici miei                                            |
| 1976 | Adriano Celentano (ex aequo)  | Bluff - Storia di truffe e di imbroglioni             |
| 1977 | Alberto Sordi                 | Un borghese piccolo piccolo                           |
| 1978 | Nino Manfredi                 | In nome del Papa Re                                   |
| 1979 | Vittorio Gassman              | Caro papà                                             |

### Jaren 1980-1989
| Jaar | Acteur               | Film                   |
| ---- | -------------------- | ---------------------- |
| 1980 | Adriano Celentano    | Mani di velluto        |
| 1981 | Massimo Troisi       | Ricomincio da tre      |
| 1982 | Carlo Verdone        | Borotalco              |
| 1983 | Francesco Nuti       | Io, Chiara e lo Scuro  |
| 1984 | Giancarlo Giannini   | Mi manda Picone        |
| 1985 | Francesco Nuti       | Casablanca, Casablanca |
| 1986 | Marcello Mastroianni | Ginger e Fred          |
| 1987 | Vittorio Gassman     | La famiglia            |
| 1988 | Marcello Mastroianni | Oci ciornie            |
| 1989 | Roberto Benigni      | Il piccolo diavolo     |

### Jaren 1990-1999
| Jaar | Acteur                        | Film                                    |
| ---- | ----------------------------- | --------------------------------------- |
| 1990 | Paolo Villaggio (ex aequo)    | La voce della luna                      |
| 1990 | Gian Maria Volonté (ex aequo) | Porte aperte                            |
| 1991 | Nanni Moretti                 | Il portaborse                           |
| 1992 | Carlo Verdone                 | Maledetto il giorno che t'ho incontrato |
| 1993 | Sergio Castellitto            | Il grande cocomero                      |
| 1994 | Giulio Scarpati               | Il giudice ragazzino                    |
| 1995 | Marcello Mastroianni          | Sostiene Pereira                        |
| 1996 | Giancarlo Giannini            | Celluloide                              |
| 1997 | Fabrizio Bentivoglio          | Testimone a rischio                     |
| 1998 | Roberto Benigni               | La vita è bella                         |
| 1999 | Stefano Accorsi               | Radiofreccia                            |

### Jaren 2000-2009
| Jaar | Acteur                    | Film                        |
| ---- | ------------------------- | --------------------------- |
| 2000 | Bruno Ganz                | Pane e tulipani             |
| 2001 | Luigi Lo Cascio           | I cento passi               |
| 2002 | Giancarlo Giannini        | Ti voglio bene Eugenio      |
| 2003 | Massimo Girotti (postuum) | La finestra di fronte       |
| 2004 | Sergio Castellitto        | Non ti muovere              |
| 2005 | Toni Servillo             | Le conseguenze dell'amore   |
| 2006 | Silvio Orlando            | Il caimano                  |
| 2007 | Elio Germano              | Mio fratello è figlio unico |
| 2008 | Toni Servillo             | La ragazza del lago         |
| 2009 | Toni Servillo             | Il divo                     |

### Jaren 2010-2019
| Jaar | Acteur             | Film                     |
| ---- | ------------------ | ------------------------ |
| 2010 | Valerio Mastandrea | La prima cosa bella      |
| 2011 | Elio Germano       | La nostra vita           |
| 2012 | Michel Piccoli     | Habemus Papam            |
| 2013 | Valerio Mastandrea | Gli equilibristi         |
| 2014 | Toni Servillo      | La grande bellezza       |
| 2015 | Elio Germano       | Il giovane favoloso      |
| 2016 | Claudio Santamaria | Lo chiamavano Jeeg Robot |
| 2017 | Stefano Accorsi    | Veloce come il vento     |
| 2018 | Renato Carpentieri | La tenerezza             |
| 2019 | Alessandro Borghi  | Sulla mia pelle          |

### Jaren 2020-2029
| Jaar | Acteur               | Film               |
| ---- | -------------------- | ------------------ |
| 2020 | Pierfrancesco Favino | Il traditore       |
| 2021 | Elio Germano         | Volevo nascondermi |
| 2022 | Silvio Orlando       | Ariaferma          |
| 2023 | Fabrizio Gifuni      | Esterno notte      |

## Meervoudige winnaars
| Aantal prijzen | Acteur               | Jaar                                     |
| -------------- | -------------------- | ---------------------------------------- |
| 7              | Vittorio Gassman     | 1960, 1963, 1965, 1967, 1975, 1979, 1987 |
| 7              | Alberto Sordi        | 1960, 1961, 1966, 1969, 1972, 1973, 1977 |
| 5              | Marcello Mastroianni | 1964, 1965, 1986, 1988, 1995             |
| 4              | Giancarlo Giannini   | 1972, 1984, 1996, 2002                   |
| 4              | Nino Manfredi        | 1969, 1970, 1974, 1978                   |
| 4              | Toni Servillo        | 2005, 2008, 2009, 2014                   |
| 3              | Elio Germano         | 2007, 2011, 2015                         |
| 3              | Ugo Tognazzi         | 1967, 1971, 1976                         |
| 2              | Roberto Benigni      | 1989, 1998                               |
| 2              | Sergio Castellitto   | 1993, 2004                               |
| 2              | Adriano Celentano    | 1976, 1980                               |
| 2              | Valerio Mastandrea   | 2010, 2013                               |
| 2              | Francesco Nuti       | 1983, 1985                               |
| 2              | Carlo Verdone        | 1982, 1992                               |
| 2              | Gian Maria Volonté   | 1970, 1990                               |